# 11 mai 1950
Le jeudi 11 mai 1950 est le 131e jour de l'année 1950.

## Naissances
- Gary Foley, activiste aborigène Gumbaynggirr
- Jacques Mrozek, patineur artistique et entraîneur français
- Jeremy Paxman, journaliste, écrivain et présentateur anglais
- John F. Kelly, homme politique américain, chef de cabinet de la Maison-Blanche depuis juillet 2017
- Kai Nieminen, écrivain finnois
- Michel Frichet, producteur français de cinéma et de films et séries pour la télévision
- Renato Schifani, homme politique italien
- Robert Lesman, dirigeant du football belge
- Shozo Fujii, judoka japonais
- Shun Fujimoto, gymnaste japonais
- Siegbert Horn (mort le 9 août 2016), kayakiste est-allemand
- Ulf Nilsson, joueur de hockey sur glace suédois

## Décès
- Alméry Lobel-Riche (né le 3 mai 1877), peintre français
- Cedric Holland (né le 13 octobre 1889), officier de la Royal Navy durant les 2 guerres mondiales

## Événements
- Première représentation de La Cantatrice chauve d'Eugène Ionesco.